# Xã Kirkelie, Quận Ward, Bắc Dakota
Xã Kirkelie (tiếng Anh: Kirkelie Township) là một xã thuộc quận Ward, tiểu bang Bắc Dakota, Hoa Kỳ. Năm 2010, dân số của xã này là 436 người.